# Bogdanovo
Bogdanovo (bulgariska: Богданово) är ett distrikt i Bulgarien.   Det ligger i kommunen Obsjtina Nova Zagora och regionen Sliven, i den centrala delen av landet, 220 km öster om huvudstaden Sofia.
Trakten runt Bogdanovo består till största delen av jordbruksmark. Runt Bogdanovo är det ganska glesbefolkat, med 48 invånare per kvadratkilometer.